# Caveman (film)
Caveman is een Amerikaanse-Mexicaanse komische speelfilm uit 1981 door Carl Gottlieb, met in de hoofdrollen Ringo Starr, Barbara Bach, Dennis Quaid en Shelley Long. De film werd gefinancierd door George Harrison, en werd opgenomen in Sierra de Organos, Zacatecas, Mexico.

## Verhaal
In Caveman wordt een groep prehistorische mensen gevolgd, in een (historisch volstrekt onjuiste) omgeving met dinosauriërs en een verschrikkelijke sneeuwman. Gedurende het verhaal ontdekken zij hoe rechtop te lopen, vuur te gebruiken (en kip te bakken), muziek te maken en het gebruik van verdovende middelen.
De holbewoners spreken een eenvoudige taal, die voor de toeschouwer makkelijk te volgen is, omdat de betekenis van de woorden gedurende het verhaal duidelijk wordt gemaakt: "ool" is voedsel, "zug zug" is seks en "araka" is vuur. Overigens is er Nook, een holbewoner met Aziatisch uiterlijk die perfect Engels spreekt, hij wordt dan ook door geen enkele andere verstaan...

## Trivia
- Bevat een stop-motion animatie van een gedrogeerde dinosaurus, gemaakt door David W. Allen.

## Rolverdeling
| Acteur          | Personage                  |
| --------------- | -------------------------- |
| Ringo Starr     | Atoek                      |
| Barbara Bach    | Lana                       |
| Dennis Quaid    | Lar                        |
| Shelley Long    | Tala                       |
| Jack Gilford    | Gog                        |
| Evan C. Kim     | Nook                       |
| Carl Lumbly     | Bork                       |
| John Matuszak   | Tonda                      |
| Avery Schreiber | Ock                        |
| Richard Moll    | verschrikkelijke sneeuwman |